# Ballo da sala

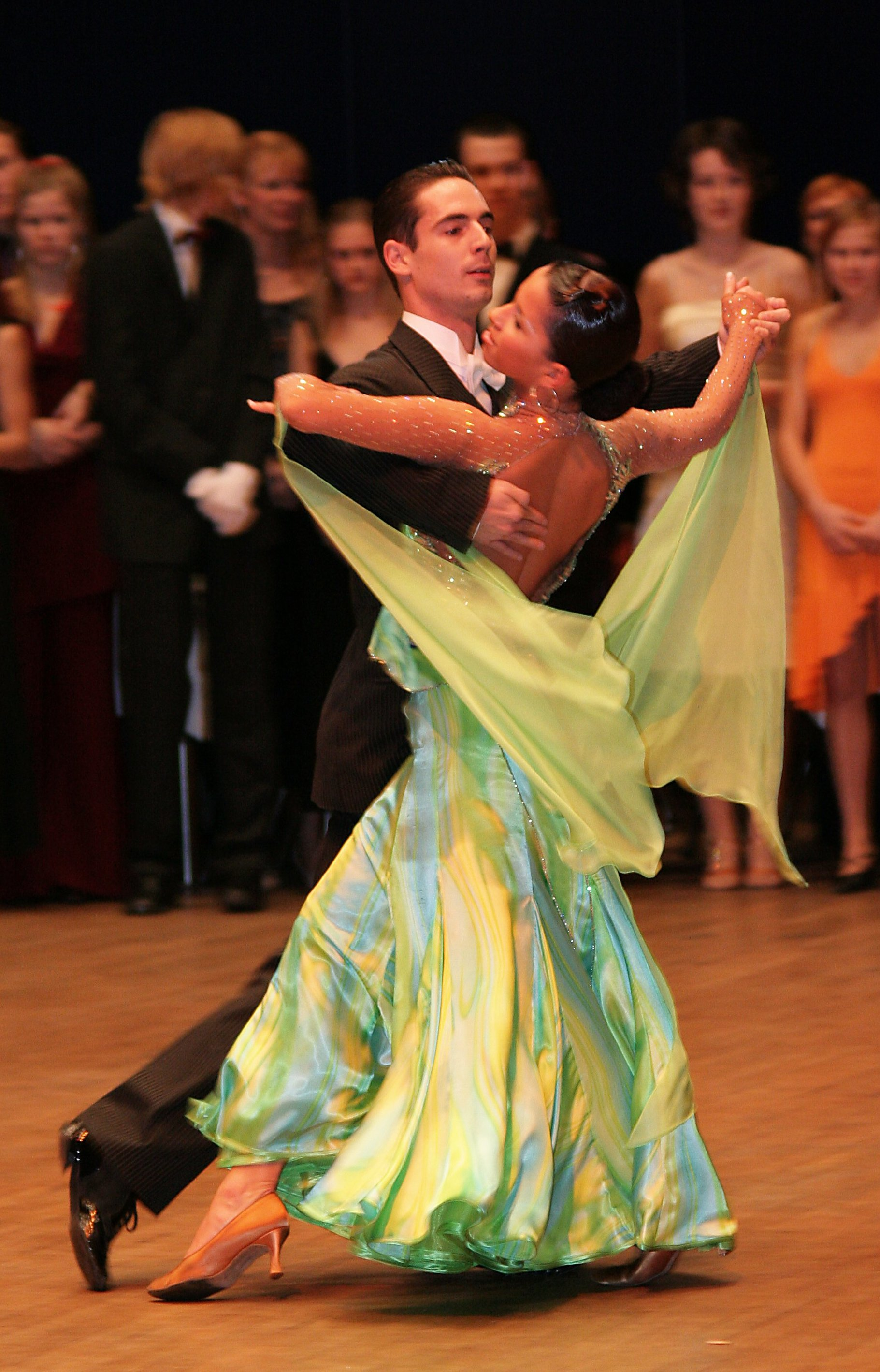
Coppia durante una competizione

Il ballo da sala comprende tre tipi di ballo di coppia, adatti, appunto, a essere ballati in sala da ballo. È una disciplina nata in Italia dall'A.N.M.B. (Associazione Nazionale Maestri di Ballo) e riconosciuta oggi da diverse nazioni. Essa comprende:
- Valzer lento
- Tango
- Fox trot

Una prima stesura organica del ballo da sala è stata fatta da Alex Moore, che descrive cinque balli:
- Quickstep
- Valzer
- Foxtrot
- Tango
- Valzer viennese

Il suo primo lavoro, Ballroom Dancing fu pubblicato nel 1936 da "Pitman Publishing Ltd."; la sua opera è stata ampiamente acquisita nel corso degli anni ed è diventata un punto di riferimento importante per molte generazioni di ballerini.
Col passare degli anni il ballo da sala ha cambiato aspetto. Considerando che è praticato anche in altre occasioni, la lista risulta la seguente:
- Polca
- Mazurca
- Valzer
- Tango
- Valzer lento
- Fox Trot
- Beguine
- Cha cha cha
- Mambo (a volte in versione "balli di gruppo")
- Bachata (sia di gruppo sia in coppia)
- Balli di gruppo o choreographic team (ve ne sono tanti e ogni città ha i suoi preferiti)

Quickstep, paso doble sono eseguiti raramente; il primo ha una struttura fluida e ben coordinata, il secondo ha una struttura più marcata e imperativa.